# Kościół Niepokalanego Poczęcia Najświętszej Maryi Panny w Starych Biskupicach
Kościół pw. Niepokalanego Poczęcia Najświętszej Maryi Panny w Starych Biskupicach – rzymskokatolicki kościół filialny w Starych Biskupicach, w powiecie słubickim, w województwie lubuskim. Należy do dekanatu Rzepin w diecezji zielonogórsko-gorzowskiej.

## Historia
Budowla została wzniesiona w 1867 w stylu neogotyckim.
13 czerwca 2013 Lubuski Wojewódzki Konserwator Zabytków na wniosek parafii pw. NMP Królowej Polski w Słubicach wydał postanowienie o wszczęciu postępowania administracyjnego celem wpisania kościoła do rejestru zabytków województwa lubuskiego. Stosowna decyzja o wpisie została wydała 29 lipca 2013.